# Wilhelm Liebknecht
Wilhelm Liebknecht (Gießen, 29 de março de 1826 – 7 de agosto de 1900) foi um socialista alemão e um dos principais fundadores do Partido Social Democrata SPD, pai de dois grandes militantes socialistas Karl Liebknecht e Theodor Liebknecht.

## Biografia
Liebknecht participou da Revolução Alemã de 1848 e, após sua derrota, viveu no exílio, onde conheceu Karl Marx e Friedrich Engels. Em 1862, ele retornou à Alemanha e trabalhou com Ferdinand Lassalle em Berlim até que desentendimentos com a Associação Geral dos Trabalhadores Alemães (ADAV) de Lassalle o levaram a se mudar para a Saxônia. Em 1866, ele e August Bebel fundaram o Partido Popular da Saxônia e, em 1869, os dois fundaram o Partido dos Trabalhadores Social-Democratas (SDAP). Em 1875, Liebknecht ajudou a unir o SDAP e o ADAV para formar o partido que mais tarde se tornou o SPD, e foi o grande responsável pela elaboração de seu Programa Gotha inaugural. Liebknecht também foi membro do Reichstag desde 1874 e um membro importante da Segunda Internacional desde 1889.

## Publicações
- Robert Blum und Seine Zeit, Nürnberg, 1896
- Ein Blick in die Neue Welt, Stuttgart, 1887
- Die Emscher Depesche oder wie Kriege gemacht werden, Nürnberg, 1895
- Robert Owen:  Sein Leben und sozialpolitischen Wirken, Nürnberg, 1892
- Zur Grund- und Bodenfrage, Leipzig, 1876
- Karl Marx: Biographical Memoirs, Chicago, 1906